# Riacho Pequea

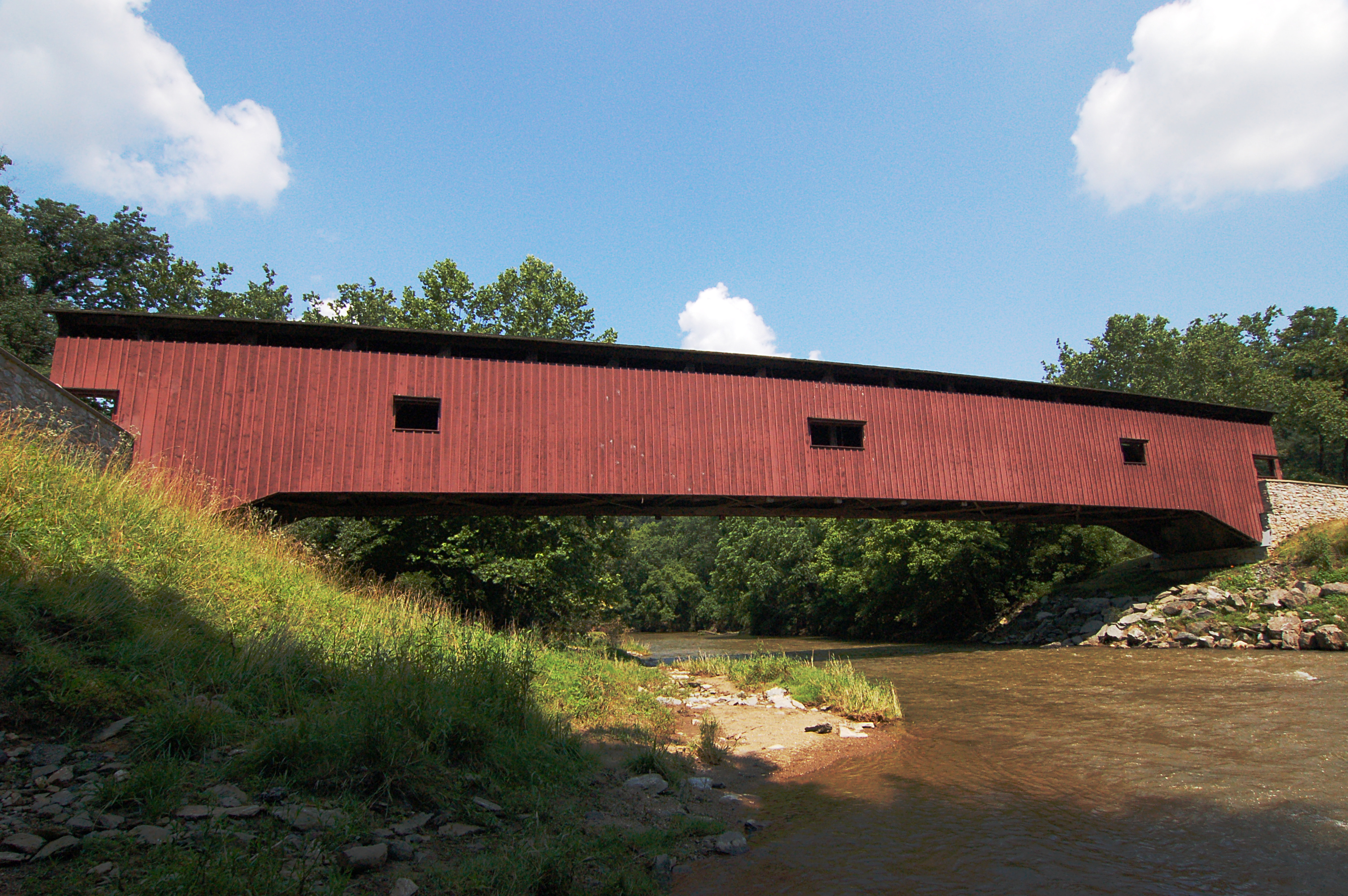
Ponte Coleman sobre o riacho Pequea.

Riacho Pequea (pronuncia-se PECK-way) é um afluente do rio Susquehanna que corre por 49,2 milhas (79,2 km) da fronteira oriental do condado de Lancaster e do condado de Chester, Pensilvânia, até a aldeia de Pequea, cerca de 5 milhas (8 km) acima da barragem hidrelétrica em Holtwood ao longo do rio Susquehanna no condado de Lencastre.[carece de fontes?]
O nome do riacho significa "poeira" ou "cinzas" na língua Shawnee, referindo-se a um clã que morou na foz do riacho.